# Hernandaria scabricula
Hernandaria scabricula es una especie de arácnido  del orden Opiliones de la familia Gonyleptidae.

## Distribución geográfica
Se encuentra en Argentina, Paraguay y en Uruguay.